# Brassey's Naval Annual

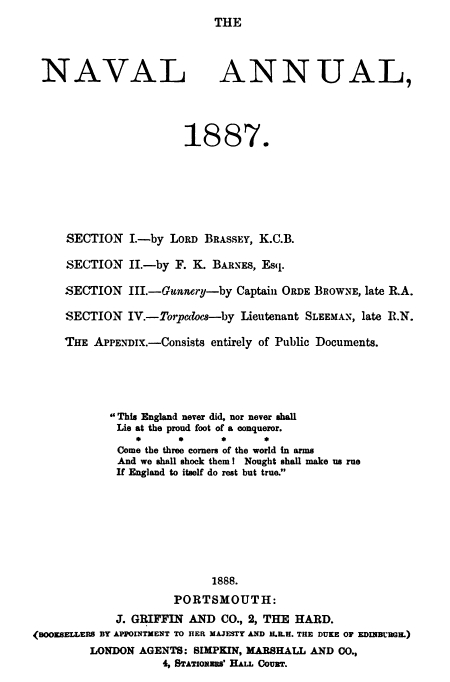
Frontespizio dell'edizione del 1887, pubblicata nel 1888

 The Naval Annual era una pubblicazione il cui scopo era di riunire una grande quantità di informazioni su argomenti navali, precedentemente ottenibili solo consultando numerose pubblicazioni e principalmente fonti straniere. Esso fu iniziato da Thomas Brassey e fu pubblicato per la prima volta nel 1886.
Durante la sua vita subì una serie di cambiamenti di nome.

## 1886–1992 annuali di Brassey[2]

### Annuario navale
- 1886–1891 Thomas Brassey
- 1892–1899 T.E. Brassey
- 1900–1901 John Leyland
- 1902–1905 T.E. Brassey
- 1906 John Leyland e T.E. Brassey
- 1907 – 1913 T.E. Brassey (visconte Hythe dal 1911)
- 1914 Visconte Hythe e J. Leyland
- 1915-1916 John Leyland
- 1917-1918 Non pubblicato
- 1919 Thomas Brassey e J. Leyland

### Annuario navale e delle spedizioni
- 1920–1928 Sir Alexander Richardson e Archibald Hurd
- 1929 C.N. Robinson
- 1930–1935 C.N. Robinson e Ross H.M.

### Annuario navale
- 1936 C.N. Robinson
- 1937–1949 H.G. Thursfield

### Annuario delle forze armate
- 1950–1963 H.G. Thursfield
- 1964-1973 J.L. Moulton

### Annuario del Royal United Services Institute
- 1974-1975 Editorial Board: S.W.B. Menaul, Bidwell R.G.S, R.H.F. Cox
- 1976 Editorial Board: S.W.B. Menaul, giovane A.E., R.H.F. Cox
- 1977-1979 Editorial Board: A.E. giovane, E.F. Gueritz, R.H.F. Cox
- 1980-1982 Editorial Board: E.F. Gueritz, Henry Stanhope, Jennifer Shaw
- 1983-1984 Editorial Board: gruppo capitano David Bolton RAF (RST), Henry Stanhope, Jennifer Shaw
- 1985 Editorial Board: gruppo capitano David Bolton RAF (RST), Henry Stanhope, Jennifer Shaw, A.J. Trythall Maj-Gen (RST). Editor: B.H. Reid
- 1986???
- 1989 Editorial Board: gruppo capitano David Bolton RAF (RST), gruppo capitano G. Gilbert AFC RAF (RST), Henry Stanhope, Jennifer Shaw, Maj-Gen (rtd) A.J. Trythall, Jonathan Eyal[3]
- 1990 Editorial Board: gruppo capitano David Bolton RAF (RST), Helen MacDonald, Henry Stanhope, Jennifer Shaw, Maj-Gen (rtd) A.J. Trythall, Jonathan Eyal[4]
- 1991 Editorial Board: gruppo capitano David Bolton RAF (RST), Henry Stanhope, Jennifer Shaw, Maj-Gen (rtd) A.J. Trythall, Jonathan Eyal[5]
- 1992 Editorial Board: gruppo capitano David Bolton RAF (RST), Jennifer Shaw, Maj-Gen (rtd) A.J. Trythall, Jonathan Eyal[6]